# Leptographium bistatum
Leptographium bistatum är en svampart som beskrevs av J.J. Kim & G.H. Kim 2004. Leptographium bistatum ingår i släktet Leptographium och familjen Ophiostomataceae.   Inga underarter finns listade i Catalogue of Life.